# 云南臭蛙
云南臭蛙为蛙科臭蛙屬的两栖动物。分布于老挝，缅甸，泰国，越南以及中国大陆，广西、海南、贵州、云南等地，一般生活于森林地带阴湿的大山溪中岩石上或草地上。其生存的海拔范围为200至2060米。该物种的模式产地在云南。